# Serpulomyces
Serpulomyces is een monotypisch geslacht van schimmels behorend tot de familie Amylocorticiaceae. Het geslacht bevat een soort, namelijk Serpulomyces borealis.